# Wsiewołod III Wielkie Gniazdo
Wsiewołod III Wielkie Gniazdo, ros. Все́волод III Ю́рьевич Большо́е Гнездо́ (ur. w 1154, zm. 14 lub 15 kwietnia 1212) – wielki książę włodzimierski od 1176 i riazański od 1207. Syn Jerzego I Dołgorukiego i Heleny (jej pochodzenie nie jest pewne, być może była Bizantyjką).

## Życiorys
W latach 1162–1174, za rządów przyrodniego brata Andrzeja I Bogolubskiego, musiał wyemigrować z kraju i osiadł w Bizancjum (stąd wzięła się hipoteza, że jego matka była Bizantyjką). Po śmierci brata powrócił na Ruś i stał się najpotężniejszym władcą ruskim swoich czasów. Za jego rządów miał miejsce rozkwit księstwa włodzimiersko-suzdalskiego. Podbił Riazań, zhołdował książąt Czernihowa, Kijowa i Halicza.
Wsiewołod III Wielkie Gniazdo był dwukrotnie żonaty. Pomiędzy 1170 a 1172 w Tbilisi poślubił księżniczkę osetyjską Marię. Doczekał się z nią dwanaściorga dzieci (czemu zawdzięczał swój przydomek), m.in. Jarosława II (ojca Aleksandra Newskiego). Po śmierci Marii (19 marca 1206) w 1207 lub 1209 pojął za żonę księżniczkę witebską Liubow z dynastii Rurykowiczów. Związek z nią okazał się bezdzietny.

## Genealogia
| Włodzimierz II Monomach ur. 1053 zm. 19 V 1125 | Włodzimierz II Monomach ur. 1053 zm. 19 V 1125 |                                                    |                                                    | NN ur. ? zm. 7 V 1107 | NN ur. ? zm. 7 V 1107 |  |  | NN | NN |                       |                       | NN | NN |
|                                                |                                                |                                                    |                                                    |                       |                       |  |  |    |    |                       |                       |    |    |
|                                                |                                                |                                                    |                                                    |                       |                       |  |  |    |    |                       |                       |    |    |
|                                                |                                                | Jerzy I Dołgoruki ur. lata 90. XI w. zm. 15 V 1157 | Jerzy I Dołgoruki ur. lata 90. XI w. zm. 15 V 1157 |                       |                       |  |  |    |    | Helena ur. ? zm. 1183 | Helena ur. ? zm. 1183 |    |    |
|                                                |                                                |                                                    |                                                    |                       |                       |  |  |    |    |                       |                       |    |    |
|                                                |                                                |                                                    |                                                    |                       |                       |  |  |    |    |                       |                       |    |    |
|                                                |                                                |                                                    |                                                    |                       |                       |  |  |    |    |                       |                       |    |    |

|                                             |                                             | 1 Maria ur. ? zm. 19 III 1206 OO 1170/72            | 1 Maria ur. ? zm. 19 III 1206 OO 1170/72            | Wsiewołod III Wielkie Gniazdo ur. 1154 zm. 14/15 IV 1212 | Wsiewołod III Wielkie Gniazdo ur. 1154 zm. 14/15 IV 1212 | 2 Liubow ur. ? zm. po 1212 OO 1207 lub 1209             | 2 Liubow ur. ? zm. po 1212 OO 1207 lub 1209             |                                              |                                              |
|                                             |                                             |                                                     |                                                     |                                                          |                                                          |                                                         |                                                         |                                              |                                              |
|                                             |                                             |                                                     |                                                     |                                                          |                                                          |                                                         |                                                         |                                              |                                              |
|                                             | 1                                           |                                                     | 1                                                   |                                                          | 1                                                        |                                                         | 1                                                       |                                              | 1                                            |
| Zbysława Rurykowicz ur. 26 X 1178 zm. ?     | Zbysława Rurykowicz ur. 26 X 1178 zm. ?     | Wierzchosława Rurykowicz ur. 1181 zm. po 1226       | Wierzchosława Rurykowicz ur. 1181 zm. po 1226       | Konstanty Rurykowicz ur. 18 V 1186 zm. 2 II 1218         | Konstanty Rurykowicz ur. 18 V 1186 zm. 2 II 1218         | Borys Rurykowicz ur. 1187 zm. ok. 1187                  | Borys Rurykowicz ur. 1187 zm. ok. 1187                  | Gleb Rurykowicz ur. 1187 zm. 29 IX 1189      | Gleb Rurykowicz ur. 1187 zm. 29 IX 1189      |
|                                             | 1                                           |                                                     | 1                                                   |                                                          | 1                                                        |                                                         | 1                                                       |                                              | 1                                            |
| Jerzy II Rurykowicz ur. 1189 zm. 4 III 1238 | Jerzy II Rurykowicz ur. 1189 zm. 4 III 1238 | Jarosław II Rurykowicz ur. 8 II 1191 zm. 30 IX 1246 | Jarosław II Rurykowicz ur. 8 II 1191 zm. 30 IX 1246 | Włodzimierz Rurykowicz ur. 25 X 1194 zm. 6 I 1229        | Włodzimierz Rurykowicz ur. 25 X 1194 zm. 6 I 1229        | Światosław Wsiewołodowicz ur. 27 III 1196 zm. 3 II 1252 | Światosław Wsiewołodowicz ur. 27 III 1196 zm. 3 II 1252 | Iwan Rurykowicz ur. 28 VIII 1198 zm. 1246/47 | Iwan Rurykowicz ur. 28 VIII 1198 zm. 1246/47 |
|                                             | 1                                           |                                                     | 1                                                   |                                                          |                                                          |                                                         |                                                         |                                              |                                              |
| Wsiesława Rurykowicz ur. ? zm. po 1206      | Wsiesława Rurykowicz ur. ? zm. po 1206      | Helena Rurykowicz ur. ? zm. 30 XII 1203             | Helena Rurykowicz ur. ? zm. 30 XII 1203             |                                                          |                                                          |                                                         |                                                         |                                              |                                              |